# Bárium-karbonát
A bárium-karbonát a bárium szénsavval alkotott sója (karbonátja). Képlete BaCO3. Fehér színű, íztelen por. Vízben gyakorlatilag oldatlan. A gyomorsav viszont feloldja, emiatt mérgező hatású. Gyomor- és bélpanaszokat, görcsöket és izombénulást okozhat.

## Kémiai tulajdonságai
Feloldódik szénsavtartalmú vízben, ekkor bárium-hidrogén-karbonáttá (Ba(HCO3)2) alakul. Hevítés hatására bárium-oxidra és szén-dioxidra bomlik 1300 °C körüli hőmérsékleten. Ha szén van jelen, a bomlás alacsonyabb hőmérsékleten is végbemegy.
{\displaystyle \mathrm {BaCO_{3}\rightleftharpoons BaO+CO_{2}} }
Ha a bárium-karbonátot magasabb hőmérsékleten szén jelenlétében hevítik, bárium-karbiddá alakul. Kénnel összekeverve magasabb hőmérsékleten bárium-szulfát és bárium-szulfid képződik belőle.
{\displaystyle \mathrm {4\ BaCO_{3}+4\ S\rightarrow 3\ BaS+BaSO_{4}+4\ CO_{2}} }
A híg sósav és salétromsav pezsgés közben oldja.
{\displaystyle \mathrm {BaCO_{3}+2\ HCl\rightarrow BaCl_{2}+H_{2}O+CO_{2}} }

## Előfordulása a természetben
A természetben a witherit nevű ásványként található meg. A witherit aragonitrácsban kristályosodik, rombos kristályszerkezetű.

## Előállítása
A bárium-karbonát fehér csapadékként válik le, ha nátrium-karbonátot adnak vízben oldódó báriumsók oldatához.
{\displaystyle \mathrm {BaCl_{2}+Na_{2}CO_{3}\rightarrow BaCO_{3}+2\ NaCl} }
Iparilag úgy állítják elő, hogy szén-dioxidot vezetnek a bárium-szulfát redukciójával nyerhető bárium-szulfid oldatába. Az így előállított termék körülbelül 99%-os tisztaságú, kevés bárium-szulfid szennyezést tartalmaz. A tisztasága megfelelő ipari célokra.
{\displaystyle \mathrm {BaS+CO_{2}+H_{2}O\rightarrow BaCO_{3}+H_{2}S} }

## Felhasználása
Felhasználják más báriumvegyületek előállításakor. A kerámiaiparban erősen fénytörő zománc, az üvegiparban erősen fénytörő üvegek készítésekor alkalmazzák. Felhasználják a tűzijátékokban is, mivel a lángot zöldre festi. Régen egerek és patkányok irtására és cementálószer katalizátoraként is használták.